# Midthordland

Landskap i Hordaland:
Nordhordland
Midthordland
Sunnhordland
Hardanger
Voss

Midthordland (också skrivet Midhordland) är ett landskap i Hordaland i Norge som omfattar kommunerna Askøy, Austevoll, Bergen, Fjell, Fusa, Os, Samnanger, Sund och Øygarden med totalt 358 367 invånare 1 januari 2013 och en yta på 1 785 km². 28 % av kommunen är fjällområden som ligger högre än 300 meter över havet.
Midthordland utgör tillsammans med Nordhordland regionen Bergen. Området omtalas som Strilelandet och invånarna kallas därför för striler och folket pratar nordhordlandsmål, vilket skiljer sig från bergensisk, dialekten i Bergen. Skillnaden uppstod redan på 1200-talet, men idag ersätter bergensisk efter hand andra dialekter i närområdet.  
Fram till mitten av 1800-talet gick gränsen mellan Nordhordland och Sunnhordland vid Hordnes i Fana söder på Bergenhalvön. Kommunerna Austevoll, Fusa, Os, Samnanger och delar av Fana var till då en del av Sunnhordland. Resten av dagens Midthordland tillhörde Nordhordland, förutom Bergen som då var ett eget fylke fram till 1972.  

## Befolkningsutveckling
Tabellen visar befolkningsutvecklingen i Midthordland under perioden 1966-2006 och en prognos för 2030.
| År   | Invånarantal |
| ---- | ------------ |
| 1966 | 240 918      |
| 1976 | 262 942      |
| 1986 | 268 316      |
| 1996 | 291 038      |
| 2006 | 320 430      |
| 2030 | 434 412      |

## Befolkningsmässigt största tätorter (2012)
- Bergen – 238 098 (Bergen)
- Askøy – 19 138 (Askøy)
- Knarrevik/Straume – 9 743 (Fjell)
- Osøyro – 9 693 (Os)
- Indre Arna – 6 536 (Bergen)
- Fanahammaren – 3 690 (Bergen)
- Ytre Arna – 2 626 (Bergen)
- Hylkje – 2 277 (Bergen)
- Espeland – 2 182 (Bergen)
- Hagavik – 1 977 (Os)
- Ågotnes – 1 442 (Fjell)
- Søfteland – 1 355 (Os)
- Storebø – 1 170 (Austevoll)
- Knappskog – 1 115 (Fjell)
- Tysse – 1 074 (Samnanger)

## Politik

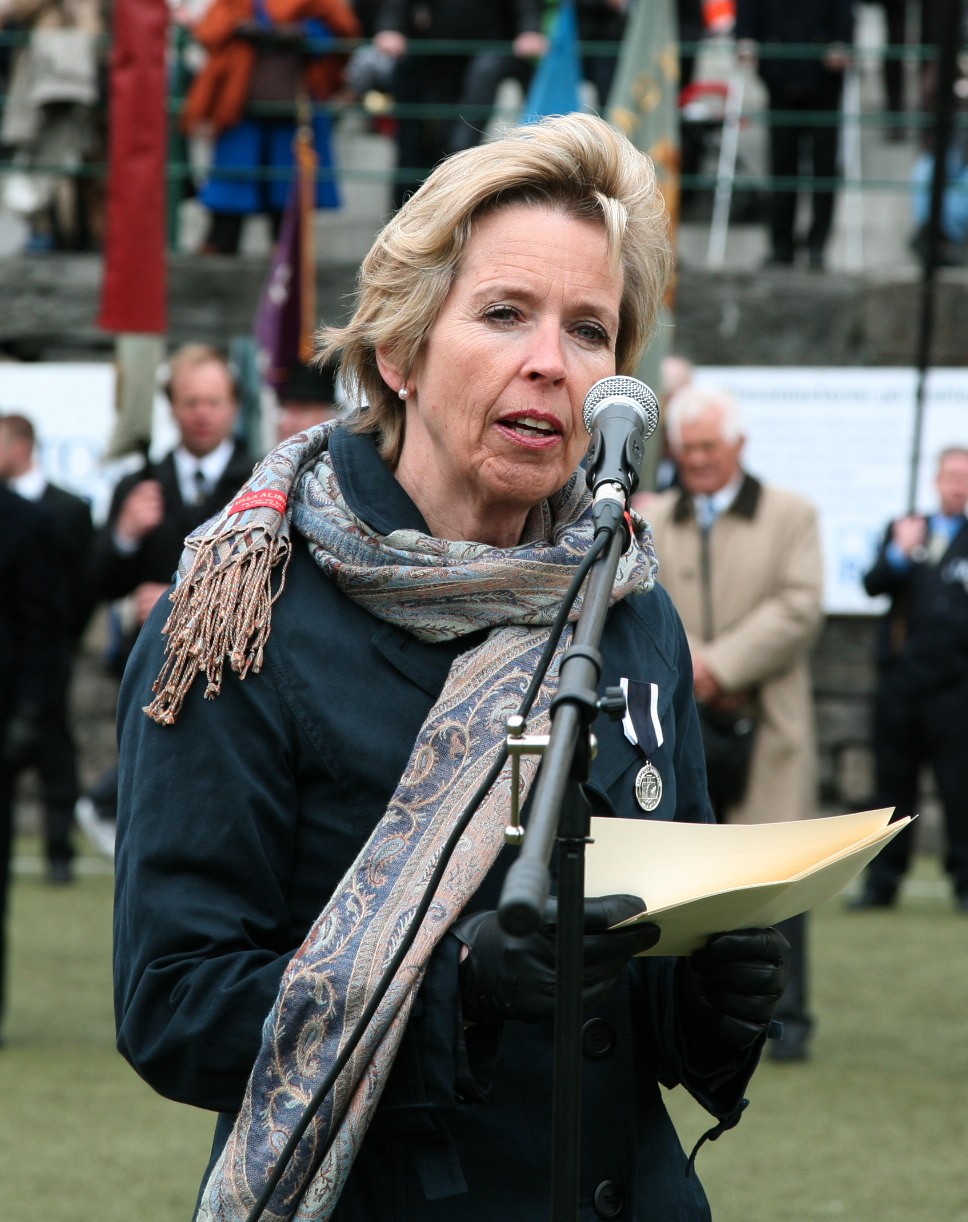
Anne-Grete Strøm-Erichsen (Ap), statsråd från Bergen

Stortingsvalet i Norge 2009, med ett valdeltagandet på 78,6%, gav följande resultat av rösterna i Midthordland:
- Arbeiderpartiet 59151 röster(30,8 %), största parti i Askøy, Bergen och Samnanger.
- Fremskrittspartiet 43 278 röster (22,6 %), största parti i Austevoll, Fjell, Fusa, Os, Sund och Øygarden.
- Høyre 42 589 röster (22,2 %)
- Sosialistisk Venstreparti 11 699 röster (6,1 %)
- Kristelig Folkeparti 11 672 röster (6,1 %)
- Venstre 9 476 röster (4,9 %)
- Senterpartiet 6 029 röster (3,1 %)
- Rødt 5 513 röster (2,9 %)
- Övriga partier 2 451 röster (1,3 %)